# Campeonato Nacional de Cuba 1970
El Campeonato Nacional de Cuba 1970 fue la 57 edición del Campeonato Nacional de Fútbol de Cuba. Comenzó el 20 de diciembre de 1970 y finalizó el 13 de enero de 1971.

## Formato
Los diez participantes disputan el campeonato bajo un sistema de liga, es decir, todos contra todos a visita recíproca; con un criterio de puntuación que otorga:
- 2 puntos por victoria
- 1 punto por empate
- 0 puntos por derrota.

El campeón sería el club que al finalizar el torneo haya obtenido la mayor cantidad de puntos, y por ende se ubique en el primer lugar de la clasificación.

## Resultados

### Clasificación
| Pos. | Equipo        | Pts. | PJ | G | E | P | GF | GC | Dif. |  |
| ---- | ------------- | ---- | -- | - | - | - | -- | -- | ---- |  |
| 1    | Granjeros (C) | 16   | 9  | 7 | 2 | 0 | 22 | 2  | +20  |  |
| 2    | La Habana     | 14   | 9  | 5 | 4 | 0 | 17 | 5  | +12  |  |
| 3    | Industriales  | 13   | 9  | 4 | 5 | 0 | 26 | 6  | +20  |  |
| 4    | Oriente       | 12   | 9  | 5 | 2 | 2 | 14 | 9  | +5   |  |
| 5    | Camagüey      | 10   | 9  | 4 | 2 | 3 | 9  | 16 | −7   |  |
| 6    | Azucareros    | 7    | 7  | 1 | 5 | 1 | 8  | 4  | +4   |  |
| 7    | Mineros       | 5    | 8  | 2 | 1 | 5 | 8  | 9  | −1   |  |
| 8    | Las Villas    | 4    | 9  | 1 | 2 | 6 | 7  | 15 | −8   |  |
| 9    | Matanzas      | 3    | 8  | 1 | 1 | 6 | 7  | 27 | −20  |  |
| 10   | Pinar del Río | 0    | 7  | 0 | 0 | 7 | 2  | 27 | −25  |  |

 Fuente: RSSSF
|                                       |
| Bandera de Cuba                       |
| Campeón invicto Granjeros 3.er título |